# Orbiter Radio Science

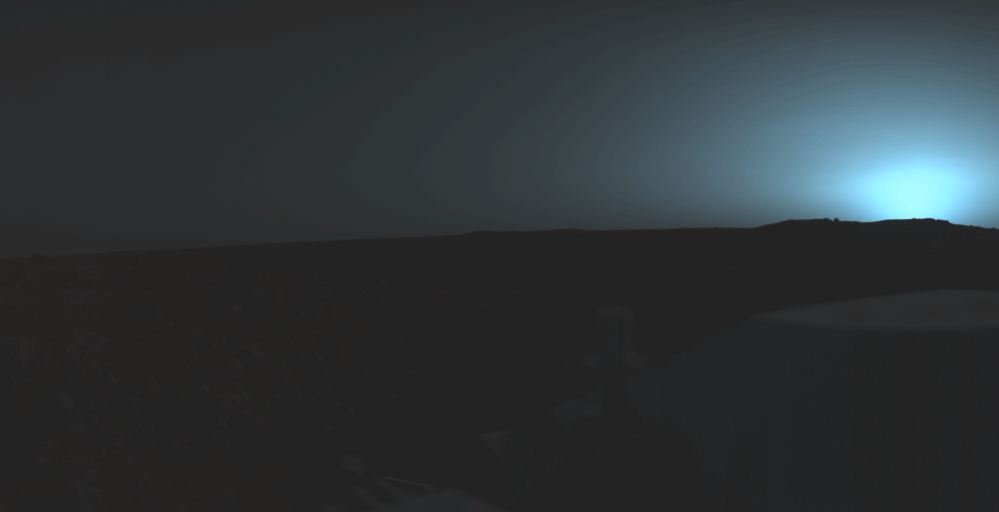
Il Sole tramonta sulla regione marziana di Chryse Planitia, in una suggestiva immagine inviata a Terra dal Viking 1 Lander.

Orbiter Radio Science è un esperimento scientifico effettuato a bordo della sonda spaziale statunitense Viking 1 Orbiter, lanciata il 20 agosto 1975 da Cape Canaveral ed entrata in orbita attorno a Marte il 19 giugno dell'anno seguente.
L'analisi dei segnali radio trasmessi dall'orbiter si articola in tre campi principali:
- I segnali di tracciamento della posizione dell'orbiter, inviati a Terra in banda S e in banda X, contengono informazioni relative all'effetto Doppler e al ritardo fra invio e ricezione dei segnali su lunghe distanze. Grazie a questi dati è possibile ricostruire con precisione la posizione e il moto degli orbiter, in modo da studiare il campo gravitazionale marziano, la struttura del plasma nello spazio interplanetario e la struttura della corona solare (grazie alle ricorrenti occultazioni di Marte durante il periodo di attività della sonda).
- I segnali UHF inviati dal lander all'orbiter permettono di produrre profili di altitudine della temperatura, della densità e della pressione nell'atmosfera marziana, ivi inclusa la ionosfera, e consentono un calcolo preciso del raggio planetario. Ad ogni tramonto dell'orbiter rispetto al lander è stato registrato un grafico dell'intensità decrescente dei segnali ricevuti in funzione del tempo; queste informazioni sono estremamente utili per studiare le interazioni delle onde radio con la superficie marziana, e per stimare le proprietà fisiche delle regioni specifiche in cui il lander è atterrato.
- Infine, grazie ai segnali provenienti dal lander e captati direttamente da Terra in banda S è possibile determinare con precisione la posizione del lander e studiare il moto orbitale di Marte.

L'esperimento è stato dismesso il 7 agosto 1980.